# 皇帝別墅

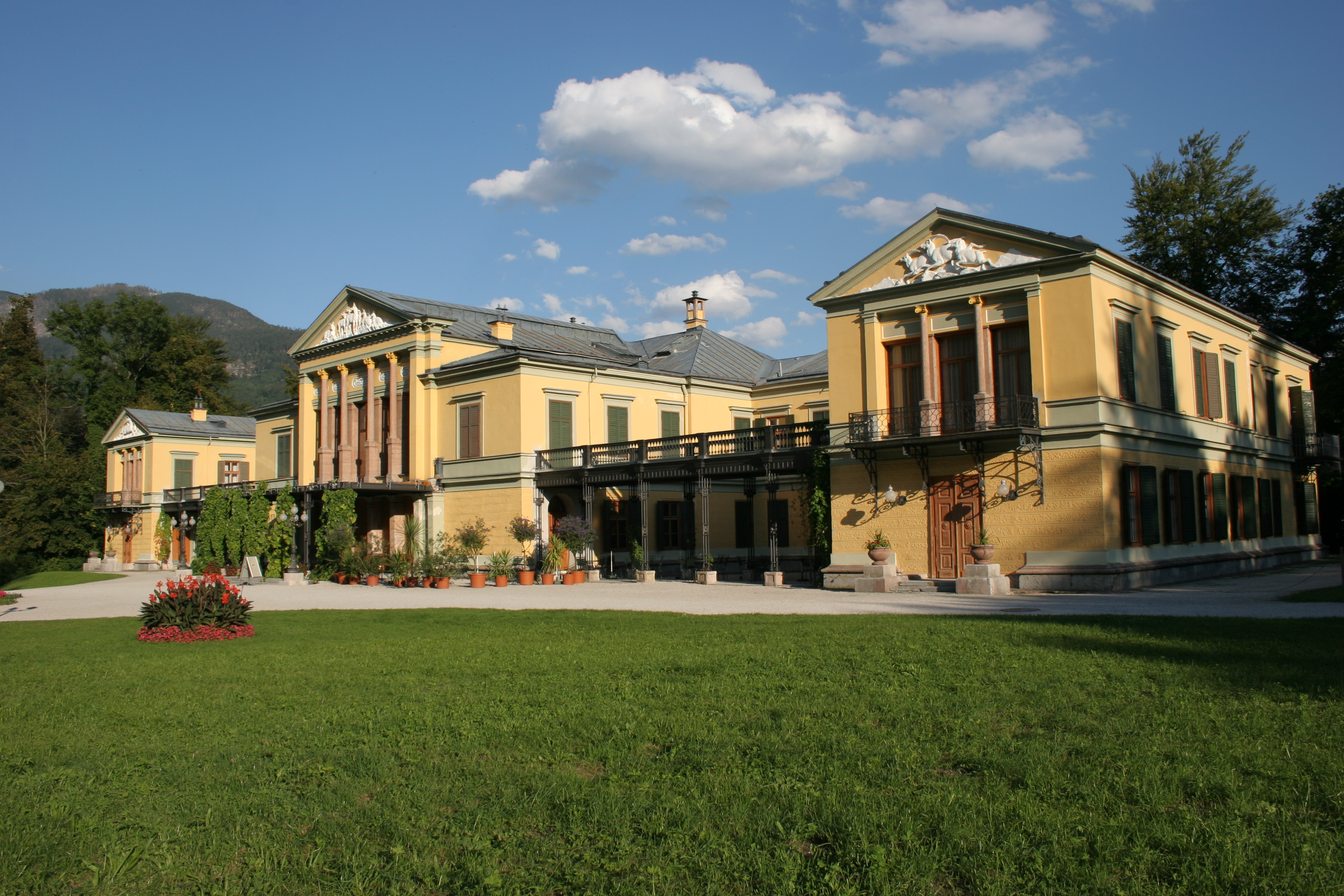

皇帝別墅（德語：Kaiservilla）是位於奧地利溫泉療養地巴特伊施爾的一個別莊，曾是法蘭茲·約瑟夫一世和茜茜公主的夏宮。

## 外部連結
- 官方网站

47°42′54″N 13°37′13″E / 47.71500°N 13.62028°E